# العلاقات الكورية الشمالية الموريشيوسية
العلاقات الكورية الشمالية الموريشيوسية هي العلاقات الثنائية التي تجمع بين كوريا الشمالية وموريشيوس.

## مقارنة بين البلدين
هذه مقارنة عامة ومرجعية للدولتين:
| وجه المقارنة                                              | كوريا الشمالية                        | موريشيوس                 |
| --------------------------------------------------------- | ------------------------------------- | ------------------------ |
| المساحة (كم2)                                             | 120.54 ألف                            | 2.04 ألف                 |
| عدد السكان (نسمة)                                         | 25.49 مليون                           | 1.26 مليون               |
| الكثافة السكانية (ن./كم²)                                 | 211.47                                | 617.65                   |
| العاصمة                                                   | بيونغيانغ                             | بورت لويس                |
| اللغة الرسمية                                             | لغة كوريا الشمالية القياسية ‏          | لغة إنجليزية، لغة فرنسية |
| العملة                                                    | وون كوري شمالي                        | روبي موريشي              |
| الناتج المحلي الإجمالي (بليون دولار)                      |                                       | 13.34 مليار              |
| الناتج المحلي الإجمالي (تعادل القوة الشرائية) بليون دولار |                                       | 25.36 مليار              |
| الناتج المحلي الإجمالي الاسمي للفرد دولار أمريكي          |                                       | 9.25 ألف                 |
| الناتج المحلي الإجمالي للفرد دولار أمريكي                 |                                       | 18.59 ألف                |
| مؤشر التنمية البشرية                                      |                                       | 0.777                    |
| رمز المكالمات الدولي                                      | +850                                  | +230                     |
| رمز الإنترنت                                              | .kp                                   | .mu                      |
| المنطقة الزمنية                                           | ت ع م+08:30، ت ع م+08:30، ت ع م+09:00 | ت ع م+04:00              |

## منظمات دولية مشتركة
يشترك البلدان في عضوية مجموعة من المنظمات الدولية، منها:
| علم المنظمة | اسم المنظمة                   | تاريخ انضمام كوريا الشمالية | تاريخ انضمام موريشيوس |
| ----------- | ----------------------------- | --------------------------- | --------------------- |
|             | الأمم المتحدة                 | 17 سبتمبر 1991              | 24 أبريل 1968         |
|             | الاتحاد الدولي للاتصالات      | ?                           | 30 أغسطس 1969         |
|             | الاتحاد البريدي العالمي       | ?                           | ?                     |
|             | المنظمة الهيدروغرافية الدولية | ?                           | ?                     |
|             | يونسكو                        | 18 أكتوبر 1974              | 25 أكتوبر 1968        |

## وصلات خارجية
- موقع وزارة الخارجية الكورية الشمالية